# راجي عشقوتي
راجي عشقوتي شاعر لبناني ولد في قرية الكنيسة الشوفية عام 1932.

## النشأة
ولد راجي عشقوتي في قرية الكنيسة الشوفية العام 1932، إذ أنه يقول في كتابه «تصفية الحساب» أن «أصحاب عدة كتب تاريخية ومدرسية سجلوا تاريخ ولادتي العام 1934 وهكذا يكونون قد صغّروني سنتين، فشكراً». دخل المدرسة في عمر الخمس سنوات، في «قبو عقد» في قريته، انتقل بعدها إلى مدرسة المعارف في رشميا حيث بقي ثلاث سنوات.
انتقل في التاسعة من عمره إلى مدرسة مار انطونيوس في الكحالة حيث نال شهادة السرتفيكا الفرنسية. منها انتقل لسنة واحدة طالباً داخلياً في مدرسة الفرير - دير القمر حيث ترقى إلى الصف الخامس متجاوزاً السادس.
استقبلته مدرسة الحكمة في بيروت طالباً لمدة خمس سنوات أنهى فيها المرحلتين التكميلية والثانوية، وكان من أساتذته بطرس البستاني وحسيب عبد الساتر وعبدو الشمالي.
ومن ذكرياته في مدرسة الحكمة يروي كيف ربح صداقة الأب خليل أبي نادر (مطران بيروت لاحقاً) بفضل «قرّادية». فذات يوم دخل إلى مكتب هذا الأخير ليحضر الكرة التي اصطدمت بزجاج شباكه فكسرته. ولما شاهده أمامه يحدّق به، قال له:
قد ما حاببنا قلبك
   وبالك علينا مشغول
مش بس نحنا منحبّك
   بيحبك حتى الفوتبول

## التعليم
مطلع الخمسينيات (العام 1951) دخل المعهد الشرقي اليسوعي حيث حصل على دبلوم الدراسات العليا في الأدب العربي، ثم قضى خمس سنوات يتفاعل مع الكتب في الجامعة الأميركية والأهم مع دكاترة الجامعة أمثال: كمال اليازجي، نديم نعيمة، خليل حاوي، أنطوان غطاس كرم، قسطنطين زريق، سامي مكارم وغيرهم... الذين أسهموا معه في صفحة الأدب أسبوعياً في جريدة الأنباء.
انتقل في ما بعد إلى المدارس والمؤسسات الثقافية يعطيها بعضاً من الوقت مدرّساً، فتنقّل بين الرابطة اللبنانية  
 وسان ميشال لينتهي في مدرسة الحكمة - الجديدة أستاذاً للأدب والبيان لمدة سبع عشرة سنة ليستقيل بعدها أواخر الثمانينيات من القرن الماضي ليتفرّغ للمطالعة والتأليف. فكان له عدد كبير من البحوث والمقالات في عشرات الصحف والمجلات. كما كان له واحد وثلاثون كتاباً بمواضيع شتى جلّها في الأدب والشعر والتراث والنقد والسياسة والمجتمع.
كان عضواً في هيئات ونقابات أدبية واغترابية وثقافية منها: جمعية الكتّاب والمؤلفين، مجمع الحكمة العلمي، اتحاد الكتاب اللبنانيين.
عاصر رجال لبنان الكبار ابتداءً من خمسينيات القرن الماضي: فؤاد شهاب، كمال حنبلاط، الياس سركيس، العماد اميل لحود، وكان صديقاً مقرّباً وكتب الكثير من الكتب عن علاقته وتجربته مع هؤلاء وغيرهم.

## الجوائز والتقديرات
مثّل الدولة اللبنانية في العديد من المؤتمرات الدولية الثقافية والأدبية ولا سيما في البرازيل التي زارها سبع مرات بتكليف من وزارة التربية والثقافة في السبعينيات والثمانينيات من القرن الماضي، وهو حائز بضعة أوسمة ودروع تكريم وتقدير منها:
- جائزة دار نشر جبران في البرازيل.
- جائزة كمال المر عن كتاب لأرضنا السجود.
- درع الثقافة من وزارة الثقافة والتعليم العالي في لبنان.
- جائزة أنصار اللاعنف.

كان له دور سياسي واجتماعي في منطقة الشوف والجبل، وشكّل إحدى ركائز العيش المشترك في هذه المنطقة وربطته علاقة تاريخية مع دار المختارة.
عاش عازباً ولكنه كان متزوجاً ضيعته الكنيسة، والكتب أولاده. واجه المرض بكل شجاعة وإيمان وسلام داخلي وانتقل إلى جوار ربه في 17 كانون الثاني 2008.

## مؤلفاته
- ضحكة الحرير.
- حناجر النور.
- مهرجان تحت الشمس.
- بنات الهديل.
- أضواء على الشعر الحديث.
- أخضر ورق الحب.
- حُبّ.
- من الأعماق.
- وللحرب قصيدة.
- قل كلمتك يا حب.
- الشعر بين جبران وقازان.
- لون الآخ.
- كتاب القرية.
- حصار دير القمر.
- كما يزهر الموج.
- الياس سركيس.
- لبنان في البرازيل.
- لأرضنا السجود.
- كمال جنبلاط في الحقيقة والتاريخ.
- محنة المسيحيين في لبنان.
- حجر من الفردوس.
- أسرار القمم.
- عَ صوت البحر.
- الياس سركيس وزمن العواصف.
- خمس وعشرون سنة مع كمال جنبلاط.
- حكاية العودة.
- تجربتي مع الحياة والموت.
- آخر المطاف.
- حبات القمح.
- تصفية الحساب.
- إنقاذ الحوار.
- وثمة مخطوطات تركها جاهزة للطبع:
- أضواء على الشعر الحديث، الجزء الثاني.
- الورق اليابس.
- هؤلاء أصدقائي.
- هكذا بنينا كنيستنا.[1]